# 高鞘薹草
高鞘薹草（学名：Carex middendorffii）是莎草科薹草属的植物。分布在俄罗斯远东地区、日本以及中国大陆的东北北部等地，多生长于藓类沼泽，目前尚未由人工引种栽培。